# Río Tatasi
El río Tatasi es un río boliviano ubicado en los municipios de Atocha y Tupiza de la provincia de Sud Chichas en el departamento de Potosí. Es un afluente izquierdo del río Tupiza y pertenece a la cuenca del río Pillku Mayu superior.

## Descripción
El río Tatasi es un afluente izquierdo del río Tupiza y pertenece a la cuenca del río Pillku Mayu superior. Corre paralelo al cercano río Alexandrabetha, que se unen al río Tupiza. Fluye desde el pueblo Tatasi hasta unirse al río Tupiza cerca de Oro Ingenio, al noroeste de Tupiza. Su dirección es principalmente sureste.

## Contaminación
En 2003, se descubrieron rastros de plomo en escolares que vivían en el pueblo cercano y habían bebido agua. Se creía que la causa era la cercana mina de Tatasi-Portugalete, que extraía plata y plomo.  Por ello, COMNIBOL (la empresa minera estatal de Bolivia) y el programa danés de cooperación medioambiental (PCDSMA) invirtieron 654.000 dólares en arreglar los canales y vías fluviales de la zona para hacerla más segura. El ministro de Minería e Hidrocarburos, Jorge Berindoague, inauguró oficialmente el proyecto a finales de 2003. El proyecto se diseñó para que el agua fuera segura en un plazo de cinco años.

## Clima de la zona
| Climograma de río Tatasi | Climograma de río Tatasi | Climograma de río Tatasi | Climograma de río Tatasi | Climograma de río Tatasi | Climograma de río Tatasi | Climograma de río Tatasi | Climograma de río Tatasi | Climograma de río Tatasi | Climograma de río Tatasi | Climograma de río Tatasi | Climograma de río Tatasi |
| --- | ------------------------ | ------------------------ | ------------------------ | ------------------------ | ------------------------ | ------------------------ | ------------------------ | ------------------------ | ------------------------ | ------------------------ | ------------------------ |
| E | F                        | M                        | A                        | M                        | J                        | J                        | A                        | S                        | O                        | N                        | D                        |
| 152 26 6 | 91 26 4                  | 26 25 5                  | 10 25 6                  | 16 20 1                  | 18 17 -1                 | 6 16 -2                  | 4 21 0                   | 2 27 3                   | 16 34 6                  | 9 36 7                   | 42 33 5                  |
| temperaturas en °C • totales de precipitación en mm fuente: |                          |                          |                          |                          |                          |                          |                          |                          |                          |                          |                          |
| Conversión sistema imperial\| E \| F \| M \| A \| M \| J \| J \| A \| S \| O \| N \| D \| \| 6 79 43 \| 3.6 79 39 \| 1 77 41 \| 0.4 77 43 \| 0.6 68 34 \| 0.7 63 30 \| 0.2 61 28 \| 0.2 70 32 \| 0.1 81 37 \| 0.6 93 43 \| 0.4 97 45 \| 1.7 91 41 \| \| temperaturas en °F • totales de precipitación en pulgadas \| \| \| \| \| \| \| \| \| \| \| \| |                          |                          |                          |                          |                          |                          |                          |                          |                          |                          |                          |
| E | F                        | M                        | A                        | M                        | J                        | J                        | A                        | S                        | O                        | N                        | D                        |
| 6 79 43 | 3.6 79 39                | 1 77 41                  | 0.4 77 43                | 0.6 68 34                | 0.7 63 30                | 0.2 61 28                | 0.2 70 32                | 0.1 81 37                | 0.6 93 43                | 0.4 97 45                | 1.7 91 41                |
| temperaturas en °F • totales de precipitación en pulgadas |                          |                          |                          |                          |                          |                          |                          |                          |                          |                          |                          |

| E                                                         | F         | M       | A         | M         | J         | J         | A         | S         | O         | N         | D         |
| 6 79 43                                                   | 3.6 79 39 | 1 77 41 | 0.4 77 43 | 0.6 68 34 | 0.7 63 30 | 0.2 61 28 | 0.2 70 32 | 0.1 81 37 | 0.6 93 43 | 0.4 97 45 | 1.7 91 41 |
| temperaturas en °F • totales de precipitación en pulgadas |           |         |           |           |           |           |           |           |           |           |           |